# Copa Intercontinental de Futsal 2015
A Copa Intercontinental de Futsal 2015, também conhecida como Mundial de Clubes de Futsal 2015, foi a 16ª edição do troféu e a 10ª edição, desde que a competição foi reconhecida oficialmente pela FIFA. Todos os jogos foram disputados na cidade de Erechim, Rio Grande do Sul, Brasil. A competição foi realizada de 31 de agosto a 05 de setembro de 2015.
A campeã foi a equipe da casa, o Atlântico, chegando a sua primeira conquista.

## Regulamento
As cinco equipes formam um grupo único e disputam a competição todos contra todos, em sistema de pontos corridos. Os dois times que obtiverem o maior número de pontos ganhos ao final da primeira fase, fazem a final em partida única.

## Participantes
| Seleção         | Confederação | Qualificação                       | Última participação |
| --------------- | ------------ | ---------------------------------- | ------------------- |
| Atlântico       | CONMEBOL     | Campeão da Copa Libertadores 2014  | Estreante           |
| Misr Lelmakkasa | CAF          | Representante da CAF               | Estreante           |
| Kairat Almaty   | UEFA         | Campeão da Uefa Futsal Cup 2014/15 | 2014                |
| Al Dhafra       | AFC          | Representante da AFC               | Estreante           |
| Toronto         | CONCACAF     | Representante da CONCACAF          | Estreante           |

## Primeira fase
| 31 de agosto de 2015 | Al Dhafra             | 2 - 1 | Misr Lelmakkasa | Caldeirão do Galo, Erechim |
| 19:00 UTC-3          | Léo Bonfim · Vassoura |       | Yousri          |                            |

| 31 de agosto de 2015 | Atlântico | 0 - 4 | Kairat Almaty                                      | Caldeirão do Galo, Erechim |
| 20:30 UTC-3          |           |       | Lukaian 7' · Divanei 22' · Léo 33' · Alexandre 34' |                            |

| 01 de setembro de 2015 | Toronto | 0 - 4 | Al Dhafra                                              | Caldeirão do Galo, Erechim |
| 19:00 UTC-3            |         |       | Vandinho 19' · Jamil 19' · Leozinho 32' · Vassoura 39' |                            |

| 01 de setembro de 2015 | Atlântico                                             | 5 - 1 | Misr Lelmakkasa | Caldeirão do Galo, Erechim |
| 20:30 UTC-3            | Jonathan 7' · Café 11' · Camargo 30' 33' · Rennan 37' |       | Mustafá 23'     |                            |

| 02 de setembro de 2015 | Misr Lelmakkasa     | 2 - 6 | Kairat Almaty                                                                           | Caldeirão do Galo, Erechim |
| 19:00 UTC-3            | Bogy 24' · Moza 39' |       | Roncaglio 6' · Yessenamanov 16' · Lukaian 18' · Pershin 25' · Zhamnkulov 28' · Joan 36' |                            |

| 02 de setembro de 2015 | Atlântico                                        | 5 - 0 | Toronto | Caldeirão do Galo, Erechim |
| 20:30 UTC-3            | Keké 9' · Everton 19' · Café 28' 29' · Kevin 34' |       |         |                            |

| 03 de setembro de 2015 | Toronto        | 1 - 5 | Kairat Almaty                            | Caldeirão do Galo, Erechim |
| 19:00 UTC-3            | Quintanilla 2' |       | Jé 1' 8' 11' · Douglas 12' · Lukaian 16' |                            |

| 03 de setembro de 2015 | Atlântico                                          | 4 - 1 | Al Dhafra | Caldeirão do Galo, Erechim |
| 20:30 UTC-3            | Jonathan 13' · Hector 28' · Gafanha 30' · Keké 39' |       | Léo 39'   |                            |

| 04 de setembro de 2015 | Toronto | 0 - 5 | Misr Lelmakkasa                                              | Caldeirão do Galo, Erechim |
| 19:00 UTC-3            |         |       | Mohamed 7' · Gharib 17' 35' · Ahme Hussein 21' · Mohamed 35' |                            |

| 04 de setembro de 2015 | Kairat Almaty                                                                                   | 7 - 1 | Al Dhafra | Caldeirão do Galo, Erechim |
| 20:30 UTC-3            | Divanei 13' · Jé 21' · Douglas 22' · Yessenamanov 24' · Lukaian 25' · Suleimenov 30' · Joan 30' |       | Léo 10'   |                            |

## Classificação da primeira fase
|    | Seleção         | PG | J | V | E | D | GP | GC | SG  |
| -- | --------------- | -- | - | - | - | - | -- | -- | --- |
| 1º | Kairat Almaty   | 12 | 4 | 4 | 0 | 0 | 22 | 4  | +18 |
| 2º | Atlântico       | 9  | 4 | 3 | 0 | 1 | 14 | 6  | +8  |
| 3º | Al Dhafra       | 6  | 4 | 2 | 0 | 2 | 8  | 12 | -4  |
| 4º | Misr Lelmakkasa | 3  | 4 | 1 | 0 | 3 | 9  | 13 | -4  |
| 5º | Toronto         | 0  | 4 | 0 | 0 | 4 | 1  | 19 | -18 |

## Fase final

### Disputa pelo terceiro lugar
| 05 de setembro de 2015 | Al Dhafra                                                                         | 6 - 2 | Misr Lelmakkasa           | Caldeirão do Galo, Erechim |
| 16:30 UTC-3            | Gol marcado · Gol marcado · Gol marcado · Gol marcado · Gol marcado · Gol marcado |       | Gol marcado · Gol marcado | Público: 2,000             |

### Final
| 05 de setembro de 2015 | Kairat Almaty                           | 3 - 4 (0 - 1 na prorrogação) | Atlântico                                          | Caldeirão do Galo, Erechim |
| 18:30 UTC-3            | Divanei 21' · Lukaian 29' · Higuita 30' |                              | Gafanha 16' · Camargo 23' · Keké 34' · Everton 49' | Público: 2,000             |

## Premiação
| Copa Intercontinental de Futsal 2015 |
| ------------------------------------ |
| Atlântico Primeiro Título            |